# Chitré
Chitré város Panamában, Panamavárostól közúton kb. 280 km-re délnyugatra. Herrera tartomány székhelye, az Azuero-félsziget északkeleti részén. Lakossága 9100 fő volt 2010-ben, az azonos nevű körzeté 50 ezer fő.
Az 1848-as alapítású település a nevét a Chitra őslakos törzs nevéről kapta.
A település díszes kerámiáiról nevezetes, a Centro de Cerámicában állandó kiállítás látható és vásárolni is lehet.
Híres a karneváli ünnepségeiről is.

## Fordítás
- Ez a szócikk részben vagy egészben  a   Chitré című angol Wikipédia-szócikk fordításán alapul.  Az eredeti cikk szerkesztőit annak laptörténete sorolja fel. Ez a jelzés csupán a megfogalmazás eredetét és a szerzői jogokat jelzi, nem szolgál a cikkben szereplő információk forrásmegjelöléseként.